# Ammotrechella pseustes
Ammotrechella pseustes es una especie de arácnido  del orden Solifugae de la familia Ammotrechidae.

## Distribución geográfica
Se encuentra en Panamá, California y Puerto Rico.